# Взаємозв'язок фізичних наук

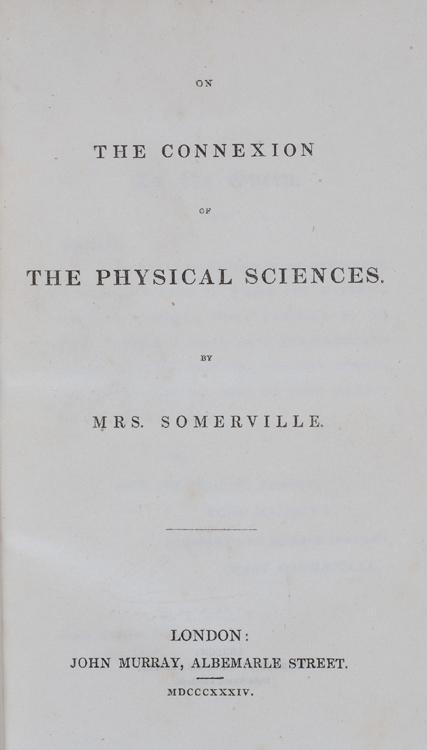
On the Connexion of the Physical Sciences, заголовна сторінка, 1834

Взаємозв'язок фізичних наук (англ. On the Connexion of the Physical Sciences) - одна з найпопулярніших наукових книг 19-го століття. Написана Мері Сомервілль в 1834.
Книгу багаторазово перевидавали і перекладали кількома європейськими мовами.  У відгуку на цю книжку в березні 1834, Вільям Уевелл створив термін "науковець" (англ. scientist).

## Зноски
1. ↑  Review of On the Connexion of the Physical Sciences by Mrs. Sommerville. The Quarterly Review. 51: 54—68. March 1834.
2. ↑  Nature Podcast. 30 жовтня 2014. Архів оригіналу за 3 грудня 2014. Процитовано 5 листопада 2014.
3. ↑  Holmes, Richard (2014). In retrospect: On the Connexion of the Physical Sciences. Nature. 514 (7523): 432—433. doi:10.1038/514432a. ISSN 0028-0836.
4. ↑  Secord, James (18 березня 2014). Visions of Science: Books and readers at the dawn of the Victorian age. OUP Oxford. с. 107—134. ISBN 9780191662751. Процитовано 5 листопада 2014.
5. ↑  Patterson, E. C.; Eisberg, J (June 1985). Book Review: “The Queen of Nineteenth-Century Science”: Mary Somerville and the Cultivation of Science, 1815–1840. Journal for the History of Astronomy. 16 (2): 144—146. Bibcode:1985JHA....16..144P. doi:10.1177/002182868501600209.
6. ↑  Ross, Sydney (1 червня 1962). Scientist: The story of a word. Annals of Science. 18 (2): 65—85. doi:10.1080/00033796200202722. ISSN 0003-3790.
7. ↑  Warner, Deborah Jean (1 березня 1990). What is a scientific instrument, when did it become one, and why?. The British Journal for the History of Science. 23 (01): 86. doi:10.1017/S0007087400044460. ISSN 1474-001X.